# Helicodontium complanatum
Helicodontium complanatum är en bladmossart som beskrevs av Brotherus 1895. Helicodontium complanatum ingår i släktet Helicodontium och familjen Fabroniaceae. Inga underarter finns listade i Catalogue of Life.